# 吉爾萊路站
吉爾萊路站（英語：Gilroy Road station）是巴爾的摩輕軌的車站之一，北上列車開往亨特谷站，南下列車則開往巴爾的摩－華盛頓機場站；離峰時間也有開往克隆威爾／格蘭伯尼站的列車。
本站目前並無公共停車場。
本站目前並無轉乘公車。

## 外部連結
- Schedules
- Station from Google Maps Street View